# Die Grünen Niederösterreich
| Die Grünen – Die Grüne Alternative Niederösterreich | Die Grünen – Die Grüne Alternative Niederösterreich |
| Basisdaten                                          | Basisdaten                                          |
| --------------------------------------------------- | --------------------------------------------------- |
| Landtagssitze                                       | 4/56                                                |
| Landessprecherin:                                   | Helga Krismer                                       |
| Landesgeschäftsführer:                              | Hikmet Arslan                                       |
| Hauptsitz:                                          | Daniel Gran Straße 48, 3100 St. Pölten (1. Stock)   |
| Website:                                            | Die Grünen Niederösterreich                         |

Die Grünen Niederösterreich bzw. Die Grünen – Die Grüne Alternative Niederösterreich ist die Landesorganisation der österreichischen Partei Die Grünen – Die Grüne Alternative in Niederösterreich.
Bei der Landtagswahl 2023 erreichten sie 4 der 56 Mandate im Niederösterreicher Landtag und sind damit eine Fraktion mit Klubstatus.
Nach den Gemeinderatswahlen 2020 konnten die Grünen in 120 niederösterreichischen Gemeinden in den Gemeinderat einziehen und stellen 17 Vizebürgermeister im Bundesland.